# Holger Speckhahn
Holger Speckhahn (* 26. Juni 1974 in Peine) ist ein deutscher Fernsehmoderator, Model, Schauspieler und Berufsgolfer.

## Leben
Speckhahn machte 1993 sein Abitur am Gymnasium Groß Ilsede und studierte Sportwissenschaften in Saarbrücken. Von 1995 bis 1997 arbeitete er als Model, unter anderem für Calvin Klein und Giorgio Armani. 

## Karriere

### Fernsehen
Speckhahn begann seine Fernsehkarriere 1997 als Moderator bei MTV Germany in Hamburg und moderierte ab 1998 Top of the Pops auf RTL und von 1999 bis 2001 auf Sat.1 Sendungen wie Jeder gegen Jeden oder Das Inselduell. Sein Spielfilmdebüt gab er in Anatomie, fand sich darin aber „ziemlich furchtbar“.
Speckhahn spielte in der im Jahr 2004 veröffentlichten Krimikomödie Der Wixxer die Rolle des „Buckligen von Soho“.
2010 war er Teilnehmer der Koch-Show Das perfekte Promi-Dinner, die er gewann. Von 2012 bis 2016 moderierte Speckhahn die Servus Hockey Night der DEL-Sparte des österreichischen Senders Servus TV. Auf dem Sender FC Bayern TV LIVE moderiert er seit März 2017 jeden Dienstag die Sendung Nachspielzeit, in welcher er mit Sportexperten u. a. die Fußballspiele des FC Bayern München bespricht. Seit 2017 moderiert er jeden Dienstag bei FC Bayern TV und seit 2018 Übertragungen der Eishockey- und Basketballliga sowie Fußballübertragungen der 3. Liga für Magenta Sport. Seit 2025 moderiert er täglich den Velo-Club zum Giro d’Italia und der Tour de France bei Eurosport.
Speckhahn ist weiterhin als Moderator bei Sportevents und Sportgalas tätig, z. B. für die Rewe Group (2018) oder die Lufthansa AG (2006).

### Golfprofi
Speckhahn absolvierte eine Ausbildung zum Diplom Golfprofessional der PGA of Germany und war von 2006 bis 2009 in leitender Tätigkeit an einer Golfschule an der spanischen Costa del Sol beschäftigt, organisierte Golfveranstaltungen und war auch als Golflehrer tätig. Er veröffentlichte 2006 ein Hörbuch mit Golf-Regeln und moderierte das einzige deutsche TV-Golfmagazin Abschlag Golf, das von 2003 bis 2007 auf n-tv ausgestrahlt wurde.

## Sonstiges
- Stefan Raab widmete Holger Speckhahn am 14. Juni 1999 ein Raabigramm.
- Zusammen mit Johannes Siemes und Markus Hoppen ist Speckhahn an der Filmproduktionsfirma Hochglanzfilm beteiligt.[4]
- Speckhahn ist Fan und Mitglied des Fußballvereins Hannover 96. Am 4. März 2002 wurde er während der Halbzeitpause des Spiels gegen den LR Ahlen als 5000. Mitglied geehrt.
- Seine Produktionsfirma Media and Rockets produziert seit 2024 die Sendungen der Baller League.

## Filmografie

### Filme
- 2000: Anatomie
- 2001: Die Männer Ihrer Majestät
- 2001: Welcher Mann sagt schon die Wahrheit?
- 2007: Vollidiot
- 2010: Die Superbullen
- 2011: Blutzbrüdaz

### Moderation
- 1997–1998: In Touch/Fashion Zone (MTV)
- 1998: Night Fever
- 1998–2000: Top of the Pops
- 1999–2001: Jeder gegen Jeden
- 2000: Das Inselduell
- 2002: Mars oder Venus – Männer, Frauen, Vorurteile
- 2003–2007: Abschlag
- 2004: Motorrad WM
- 2005: Focus TV Auto
- 2012: Servus TV Hockey Night
- Seit 2017: Nachspielzeit (FC Bayern TV LIVE)
- 2025: Velo Club (Giro d'Italia), Eurosport

## Synchron
- 2000: Titan A.E. (Titan A.E., Synchronsprecher von Cale Tucker)